# Teresa Errandonea
Teresa Errandonea Fernández de Barrena (Irún, 15 de noviembre de 1994) es una exatleta española especializada en carreras de vallas. Ha participado en los juegos olímpicos, así como en campeonatos mundiales y europeos de atletismo.

## Trayectoria deportiva
Teresa Errandonea nació en Irún en el año 1994, en el seno de una familia aficionada al deporte; su tío José María Errandonea fue ciclista profesional y ganó varias etapas en la Vuelta Ciclista a España y el Tour de Francia. Inició la práctica del atletismo con 8 años y pronto destacó en las carreras de vallas y el salto de longitud, llegando a ser campeona de España sub-16 de longitud con solo 13 años de edad. Con 18 se proclamó campeona de España absoluta por primera vez, en 60 m vallas en pista cubierta. Aunque nunca ha abandonado por completo la longitud, durante el resto de su carrera su prueba principal han sido los 100 m vallas (60 m vallas en pista cubierta).
Sin embargo, no logró repetir ese éxito en los años siguientes. Tras varias temporadas estancada en sus marcas, en mayo de 2018 dejó a su entrenador de toda la vida, Ibon Muñoz, y pasó a entrenar con Ramón Cid. En 2019 ganó su segundo campeonato de España, esta vez al aire libre, y comenzó a mejorar notablemente sus marcas. En 2020 llevó su marca de 60 m vallas hasta los 8.00, por lo que consiguió la marca mínima para acudir al Mundial en Pista Cubierta; sin embargo, la pandemia de COVID-19 hizo que este campeonato se suspendiera.
En 2021, con la vuelta de las competiciones internacionales, debutó por fin en una competición internacional de alto nivel, el Europeo en Pista Cubierta, consiguiendo llegar a las semifinales de los 60 m vallas. Antes había estado en el centro de una polémica sobre la norma que regula el tiempo de reacción mínimo en las salidas, tras haber sido descalificada en el Campeonato de España. En verano contribuyó a la quinta plaza de la selección española en el Campeonato Europeo por Equipos al acabar tercera en los 100 m vallas. Después participó en sus primeros Juegos Olímpicos, sin conseguir pasar de la primera ronda.
En la temporada en pista cubierta de 2022 no pudo alcanzar su nivel de años anteriores, pero aun así participó en el Mundial en Pista Cubierta, donde llegó a semifinales. Poco después sufrió una lesión que le impidió competir durante el resto del año.
En verano de 2023 formó parte de la selección española en los Juegos Europeos y logró la sexta plaza en la prueba de 100 metros vallas.
En febrero de 2024, tras una serie de lesiones y enfermedades, anunció su retirada del atletismo.

## Competiciones internacionales
| Representando a España \| Año \| Competición \| Sede \| Puesto \| Prueba \| Marca \| \| ---- \| ---------------------------------------- \| ----------------- \| ---------- \| ----------------- \| ----------- \| \| 2011 \| Campeonato Mundial Juvenil \| Villeneuve-d'Ascq \| 16.ª (sf.) \| 100 m vallas[n 1] \| 14.20 \| \| 2011 \| Festival Olímpico de la Juventud Europea \| Trabzon \| 4.ª \| 100 m vallas[n 1] \| 13.81 \| \| 2013 \| Campeonato Europeo Junior \| Rieti \| 6.ª \| 100 m vallas \| 13.79 \| \| 2014 \| Campeonato Europeo por Equipos \| Braunschweig \| 11.ª \| 100 m vallas \| 13.67 \| \| 2015 \| Campeonato Europeo Sub-23 \| Tallin \| 28.ª (c.) \| Salto de longitud \| 5.19 \| \| 2017 \| Campeonato Europeo por Equipos \| Lille \| 7.ª \| 100 m vallas \| 13.37 [n 2] \| \| 2018 \| Juegos Mediterráneos \| Tarragona \| 9.ª (s.) \| 100 m vallas \| 13.75 \| \| 2021 \| Campeonato de Europa en pista cubierta \| Toruń \| 13.ª (sf.) \| 60 m vallas \| 8.10 \| \| 2021 \| Campeonato Europeo por Equipos \| Chorzow \| 3.ª \| 100 m vallas \| 13.24 \| \| 2021 \| Juegos Olímpicos \| Tokio \| 31.ª (s.) \| 100 m vallas \| 13.15 \| \| 2022 \| Campeonato del Mundo en pista cubierta \| Belgrado \| 21.ª (sf.) \| 60 m vallas \| 8.16 \| \| 2023 \| Juegos Europeos \| Chorzów \| 6.ª \| 100 m vallas \| 13.22 \| | Representando a España \| Año \| Competición \| Sede \| Puesto \| Prueba \| Marca \| \| ---- \| ---------------------------------------- \| ----------------- \| ---------- \| ----------------- \| ----------- \| \| 2011 \| Campeonato Mundial Juvenil \| Villeneuve-d'Ascq \| 16.ª (sf.) \| 100 m vallas[n 1] \| 14.20 \| \| 2011 \| Festival Olímpico de la Juventud Europea \| Trabzon \| 4.ª \| 100 m vallas[n 1] \| 13.81 \| \| 2013 \| Campeonato Europeo Junior \| Rieti \| 6.ª \| 100 m vallas \| 13.79 \| \| 2014 \| Campeonato Europeo por Equipos \| Braunschweig \| 11.ª \| 100 m vallas \| 13.67 \| \| 2015 \| Campeonato Europeo Sub-23 \| Tallin \| 28.ª (c.) \| Salto de longitud \| 5.19 \| \| 2017 \| Campeonato Europeo por Equipos \| Lille \| 7.ª \| 100 m vallas \| 13.37 [n 2] \| \| 2018 \| Juegos Mediterráneos \| Tarragona \| 9.ª (s.) \| 100 m vallas \| 13.75 \| \| 2021 \| Campeonato de Europa en pista cubierta \| Toruń \| 13.ª (sf.) \| 60 m vallas \| 8.10 \| \| 2021 \| Campeonato Europeo por Equipos \| Chorzow \| 3.ª \| 100 m vallas \| 13.24 \| \| 2021 \| Juegos Olímpicos \| Tokio \| 31.ª (s.) \| 100 m vallas \| 13.15 \| \| 2022 \| Campeonato del Mundo en pista cubierta \| Belgrado \| 21.ª (sf.) \| 60 m vallas \| 8.16 \| \| 2023 \| Juegos Europeos \| Chorzów \| 6.ª \| 100 m vallas \| 13.22 \| | Representando a España \| Año \| Competición \| Sede \| Puesto \| Prueba \| Marca \| \| ---- \| ---------------------------------------- \| ----------------- \| ---------- \| ----------------- \| ----------- \| \| 2011 \| Campeonato Mundial Juvenil \| Villeneuve-d'Ascq \| 16.ª (sf.) \| 100 m vallas[n 1] \| 14.20 \| \| 2011 \| Festival Olímpico de la Juventud Europea \| Trabzon \| 4.ª \| 100 m vallas[n 1] \| 13.81 \| \| 2013 \| Campeonato Europeo Junior \| Rieti \| 6.ª \| 100 m vallas \| 13.79 \| \| 2014 \| Campeonato Europeo por Equipos \| Braunschweig \| 11.ª \| 100 m vallas \| 13.67 \| \| 2015 \| Campeonato Europeo Sub-23 \| Tallin \| 28.ª (c.) \| Salto de longitud \| 5.19 \| \| 2017 \| Campeonato Europeo por Equipos \| Lille \| 7.ª \| 100 m vallas \| 13.37 [n 2] \| \| 2018 \| Juegos Mediterráneos \| Tarragona \| 9.ª (s.) \| 100 m vallas \| 13.75 \| \| 2021 \| Campeonato de Europa en pista cubierta \| Toruń \| 13.ª (sf.) \| 60 m vallas \| 8.10 \| \| 2021 \| Campeonato Europeo por Equipos \| Chorzow \| 3.ª \| 100 m vallas \| 13.24 \| \| 2021 \| Juegos Olímpicos \| Tokio \| 31.ª (s.) \| 100 m vallas \| 13.15 \| \| 2022 \| Campeonato del Mundo en pista cubierta \| Belgrado \| 21.ª (sf.) \| 60 m vallas \| 8.16 \| \| 2023 \| Juegos Europeos \| Chorzów \| 6.ª \| 100 m vallas \| 13.22 \| | Representando a España \| Año \| Competición \| Sede \| Puesto \| Prueba \| Marca \| \| ---- \| ---------------------------------------- \| ----------------- \| ---------- \| ----------------- \| ----------- \| \| 2011 \| Campeonato Mundial Juvenil \| Villeneuve-d'Ascq \| 16.ª (sf.) \| 100 m vallas[n 1] \| 14.20 \| \| 2011 \| Festival Olímpico de la Juventud Europea \| Trabzon \| 4.ª \| 100 m vallas[n 1] \| 13.81 \| \| 2013 \| Campeonato Europeo Junior \| Rieti \| 6.ª \| 100 m vallas \| 13.79 \| \| 2014 \| Campeonato Europeo por Equipos \| Braunschweig \| 11.ª \| 100 m vallas \| 13.67 \| \| 2015 \| Campeonato Europeo Sub-23 \| Tallin \| 28.ª (c.) \| Salto de longitud \| 5.19 \| \| 2017 \| Campeonato Europeo por Equipos \| Lille \| 7.ª \| 100 m vallas \| 13.37 [n 2] \| \| 2018 \| Juegos Mediterráneos \| Tarragona \| 9.ª (s.) \| 100 m vallas \| 13.75 \| \| 2021 \| Campeonato de Europa en pista cubierta \| Toruń \| 13.ª (sf.) \| 60 m vallas \| 8.10 \| \| 2021 \| Campeonato Europeo por Equipos \| Chorzow \| 3.ª \| 100 m vallas \| 13.24 \| \| 2021 \| Juegos Olímpicos \| Tokio \| 31.ª (s.) \| 100 m vallas \| 13.15 \| \| 2022 \| Campeonato del Mundo en pista cubierta \| Belgrado \| 21.ª (sf.) \| 60 m vallas \| 8.16 \| \| 2023 \| Juegos Europeos \| Chorzów \| 6.ª \| 100 m vallas \| 13.22 \| | Representando a España \| Año \| Competición \| Sede \| Puesto \| Prueba \| Marca \| \| ---- \| ---------------------------------------- \| ----------------- \| ---------- \| ----------------- \| ----------- \| \| 2011 \| Campeonato Mundial Juvenil \| Villeneuve-d'Ascq \| 16.ª (sf.) \| 100 m vallas[n 1] \| 14.20 \| \| 2011 \| Festival Olímpico de la Juventud Europea \| Trabzon \| 4.ª \| 100 m vallas[n 1] \| 13.81 \| \| 2013 \| Campeonato Europeo Junior \| Rieti \| 6.ª \| 100 m vallas \| 13.79 \| \| 2014 \| Campeonato Europeo por Equipos \| Braunschweig \| 11.ª \| 100 m vallas \| 13.67 \| \| 2015 \| Campeonato Europeo Sub-23 \| Tallin \| 28.ª (c.) \| Salto de longitud \| 5.19 \| \| 2017 \| Campeonato Europeo por Equipos \| Lille \| 7.ª \| 100 m vallas \| 13.37 [n 2] \| \| 2018 \| Juegos Mediterráneos \| Tarragona \| 9.ª (s.) \| 100 m vallas \| 13.75 \| \| 2021 \| Campeonato de Europa en pista cubierta \| Toruń \| 13.ª (sf.) \| 60 m vallas \| 8.10 \| \| 2021 \| Campeonato Europeo por Equipos \| Chorzow \| 3.ª \| 100 m vallas \| 13.24 \| \| 2021 \| Juegos Olímpicos \| Tokio \| 31.ª (s.) \| 100 m vallas \| 13.15 \| \| 2022 \| Campeonato del Mundo en pista cubierta \| Belgrado \| 21.ª (sf.) \| 60 m vallas \| 8.16 \| \| 2023 \| Juegos Europeos \| Chorzów \| 6.ª \| 100 m vallas \| 13.22 \| | Representando a España \| Año \| Competición \| Sede \| Puesto \| Prueba \| Marca \| \| ---- \| ---------------------------------------- \| ----------------- \| ---------- \| ----------------- \| ----------- \| \| 2011 \| Campeonato Mundial Juvenil \| Villeneuve-d'Ascq \| 16.ª (sf.) \| 100 m vallas[n 1] \| 14.20 \| \| 2011 \| Festival Olímpico de la Juventud Europea \| Trabzon \| 4.ª \| 100 m vallas[n 1] \| 13.81 \| \| 2013 \| Campeonato Europeo Junior \| Rieti \| 6.ª \| 100 m vallas \| 13.79 \| \| 2014 \| Campeonato Europeo por Equipos \| Braunschweig \| 11.ª \| 100 m vallas \| 13.67 \| \| 2015 \| Campeonato Europeo Sub-23 \| Tallin \| 28.ª (c.) \| Salto de longitud \| 5.19 \| \| 2017 \| Campeonato Europeo por Equipos \| Lille \| 7.ª \| 100 m vallas \| 13.37 [n 2] \| \| 2018 \| Juegos Mediterráneos \| Tarragona \| 9.ª (s.) \| 100 m vallas \| 13.75 \| \| 2021 \| Campeonato de Europa en pista cubierta \| Toruń \| 13.ª (sf.) \| 60 m vallas \| 8.10 \| \| 2021 \| Campeonato Europeo por Equipos \| Chorzow \| 3.ª \| 100 m vallas \| 13.24 \| \| 2021 \| Juegos Olímpicos \| Tokio \| 31.ª (s.) \| 100 m vallas \| 13.15 \| \| 2022 \| Campeonato del Mundo en pista cubierta \| Belgrado \| 21.ª (sf.) \| 60 m vallas \| 8.16 \| \| 2023 \| Juegos Europeos \| Chorzów \| 6.ª \| 100 m vallas \| 13.22 \| |
| Año | Competición | Sede | Puesto | Prueba | Marca |
| --- | --- | --- | --- | --- | --- |
| 2011 | Campeonato Mundial Juvenil | Villeneuve-d'Ascq | 16.ª (sf.) | 100 m vallas | 14.20 |
| 2011 | Festival Olímpico de la Juventud Europea | Trabzon | 4.ª | 100 m vallas | 13.81 |
| 2013 | Campeonato Europeo Junior | Rieti | 6.ª | 100 m vallas | 13.79 |
| 2014 | Campeonato Europeo por Equipos | Braunschweig | 11.ª | 100 m vallas | 13.67 |
| 2015 | Campeonato Europeo Sub-23 | Tallin | 28.ª (c.) | Salto de longitud | 5.19 |
| 2017 | Campeonato Europeo por Equipos | Lille | 7.ª | 100 m vallas | 13.37 |
| 2018 | Juegos Mediterráneos | Tarragona | 9.ª (s.) | 100 m vallas | 13.75 |
| 2021 | Campeonato de Europa en pista cubierta | Toruń | 13.ª (sf.) | 60 m vallas | 8.10 |
| 2021 | Campeonato Europeo por Equipos | Chorzow | 3.ª | 100 m vallas | 13.24 |
| 2021 | Juegos Olímpicos | Tokio | 31.ª (s.) | 100 m vallas | 13.15 |
| 2022 | Campeonato del Mundo en pista cubierta | Belgrado | 21.ª (sf.) | 60 m vallas | 8.16 |
| 2023 | Juegos Europeos | Chorzów | 6.ª | 100 m vallas | 13.22 |

1. 1 2  Vallas de 0,762 m
2. ↑  Marca obtenida en series; descalificada en la final

## Palmarés nacional
- Campeona de España de 100 m vallas (2019, 2021)
- Campeona de España de 60 m vallas en pista cubierta (2013, 2020, 2021)
- Campeona de España Sub-23 de 100 m vallas (2014, 2016)
- Campeona de España Sub-23 de salto de longitud (2015)
- Campeona de España Sub-23 de 60 m vallas en pista cubierta (2014, 2015)
- Campeona de España Sub-23 de salto de longitud en pista cubierta (2014)
- Campeona de España Sub-20 de 100 m vallas (2012, 2013)
- Campeona de España Sub-20 de 60 m vallas en pista cubierta (2012, 2013)
- Campeona de España Sub-18 de 100 m vallas (2010, 2011)
- Campeona de España Sub-18 de 60 m vallas en pista cubierta (2011)
- Campeona de España Sub-16 de salto de longitud (2008)